# 野口元三
野口 元三（のぐち もとぞう、1941年10月6日 - ）は京都府出身の元プロ野球選手（捕手）。

## 来歴・人物
平安高校では、同期のエース藤野隆司らとバッテリーを組み、甲子園に3回出場。2年生の時には1958年夏の甲子園に出場。準々決勝で高知商の森光正吉に完封を喫する。1959年には春夏連続で甲子園に出場。春の選抜は2回戦で石黒和弘のいた中京商に敗退。中京商はこの大会で優勝。この大会では第1号となる本塁打を放った。夏の選手権は準々決勝に進むが、この大会に優勝した西条高の金子哲夫（阪神）に抑えられ1-2で惜敗。8月末からは全日本高校選抜の一員としてアメリカ西海岸・ハワイ遠征に参加した。秋の東京国体では1回戦でエース久野剛司を擁する八尾高と対戦、藤野がノーヒットノーランを達成した。準決勝では倉敷工の杉本喜久雄を打ち崩し、決勝に進むが日大二高の井上善夫に抑えられ敗退、準優勝にとどまる。
翌1960年に読売ジャイアンツに入団。しかし正捕手の森昌彦（後に祇晶と改名）との競争では全く歯が立たず（森にとっては最初のライバルでもあった）、捕手としての出場は1962年の1試合に留まった（他にいわゆる偵察要員として7試合に出場している）。1963年に大毎オリオンズに移籍し、この年限りで引退した。
巨人で、4番目に背番号55を付けた選手でもあった。

## 詳細情報

### 年度別打撃成績
| 年 度     | 球 団     | 試 合 | 打 席 | 打 数 | 得 点 | 安 打 | 二 塁 打 | 三 塁 打 | 本 塁 打 | 塁 打 | 打 点 | 盗 塁 | 盗 塁 死 | 犠 打 | 犠 飛 | 四 球 | 敬 遠 | 死 球 | 三 振 | 併 殺 打 | 打 率 | 出 塁 率 | 長 打 率 | O P S |
| --------- | --------- | ----- | ----- | ----- | ----- | ----- | -------- | -------- | -------- | ----- | ----- | ----- | -------- | ----- | ----- | ----- | ----- | ----- | ----- | -------- | ----- | -------- | -------- | ----- |
| 1961      | 巨人      | 3     | 2     | 2     | 0     | 0     | 0        | 0        | 0        | 0     | 0     | 0     | 0        | 0     | 0     | 0     | 0     | 0     | 2     | 0        | .000  | .000     | .000     | .000  |
| 1962      | 巨人      | 12    | 7     | 7     | 0     | 0     | 0        | 0        | 0        | 0     | 0     | 0     | 0        | 0     | 0     | 0     | 0     | 0     | 4     | 0        | .000  | .000     | .000     | .000  |
| 通算：2年 | 通算：2年 | 15    | 9     | 9     | 0     | 0     | 0        | 0        | 0        | 0     | 0     | 0     | 0        | 0     | 0     | 0     | 0     | 0     | 6     | 0        | .000  | .000     | .000     | .000  |

### 背番号
- 5 （1960年）
- 55 （1961年 - 1962年）
- 72 （1963年）